# Eristalis pertinax
Eristalis pertinax là một loài ruồi trong họ Ruồi giả ong (Syrphidae). Loài này được Scopoli mô tả khoa học đầu tiên năm 1763. Eristalis pertinax phân bố ở vùng Cổ Bắc giới

## Hình ảnh

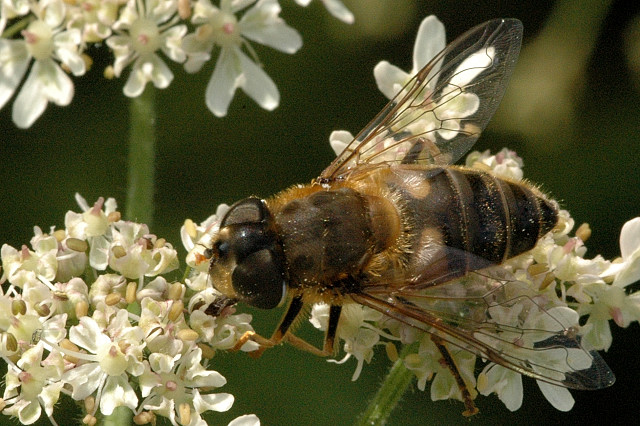
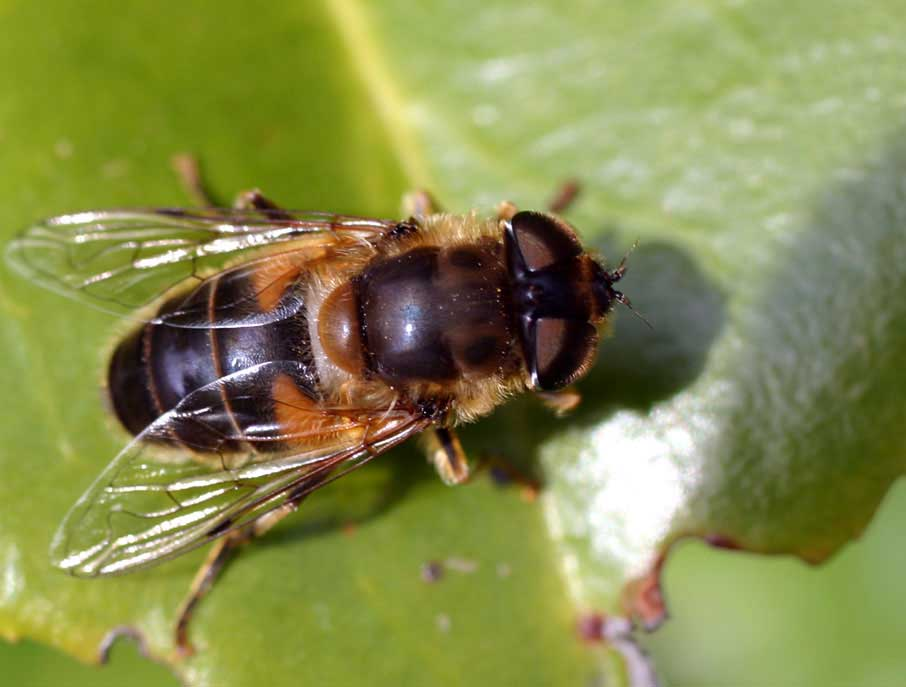
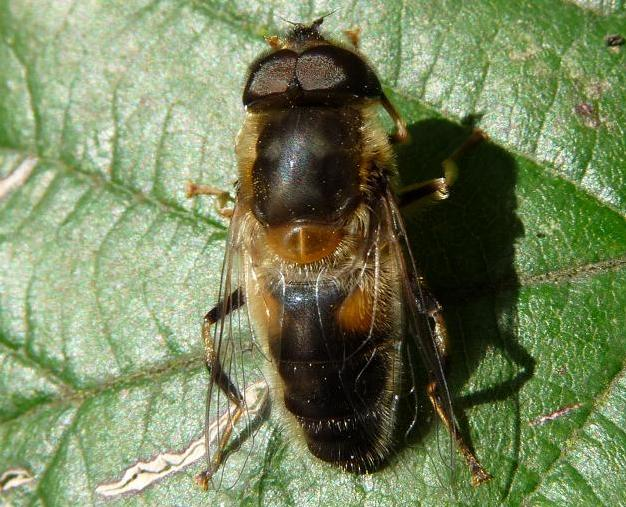
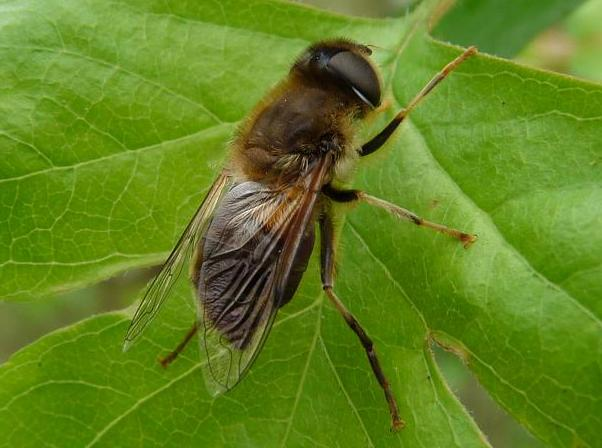